# Bjarni Friðriksson
Bjarni Ásgeir Friðriksson (29 de mayo de 1956) es un deportista islandés que compitió en judo. Participó en cuatro Juegos Olímpicos de Verano entre los años 1980 y 1992, obteniendo una medalla de bronce en Los Ángeles 1984 en la categoría de –95 kg.

## Palmarés internacional
| Juegos Olímpicos | Juegos Olímpicos             | Juegos Olímpicos  | Juegos Olímpicos |
| Año              | Lugar                        | Medalla           | Categoría        |
| ---------------- | ---------------------------- | ----------------- | ---------------- |
| 1984             | Los Ángeles (Estados Unidos) | Medalla de bronce | –95 kg           |